# Kalynivske
Kalynivske (ukrainien : Калинівське, russe : Калиновское) est une commune urbaine de l'oblast de Kherson, en Ukraine. Elle compte 1 075 habitants en 2021.